# Palazzo della Panatica
(Giovanni Emanuele Bidera, Passeggiata per Napoli e contorni, 1844, pag. 271)

Veduta di Santa Lucia in un dipinto di Oswald Achenbach del 1875

Il Palazzo della Panatica è stato un edificio storico di Napoli, sito nel quartiere San Ferdinando, costruito  a sinistra della facciata  della Basilica di Santa Lucia a Mare e di fronte alla collina di Pizzofalcone.
Fu così denominato perché in esso aveva sede l'antica panetteria militare del periodo borbonico, dove venivano prodotte le gallette per la Real Marina del Regno delle Due Sicilie. La Panatica ha rilevanza storico-militare per essere stata la prima sede della Reale Accademia Militare del Regno di Napoli (oggi Scuola Militare Nunziatella).
Fu costruito nel 1619 sull'antico bastione eretto dal viceré Don Pedro Afán de Ribera, duca d'Alcalà, per ordine del viceré don Pedro Fernández de Castro, conte di Lemos.
Durante il periodo della Repubblica Napoletana, fu oggetto di attenzioni da parte dell'architetto Pompeo Schiantarelli, dato che il governo francese aveva intenzione di installarvi la gendarmeria.
Negli ultimi anni del XIX secolo fu teatro di un crollo per cause imprecisate, che fece numerose vittime e fu ritratto da Edoardo Matania nel 1879 in una xilografia che apparve sull'Illustrazione Italiana di Emilio Treves.
Il 20 novembre 1889 al quarto piano dell'edificio fu fondato da 17 giovani soci il Regio Canottieri Italia, il più antico dei circoli di canottaggio della città di Napoli, che divenne successivamente il Circolo del Remo e della Vela Italia.
Il palazzo fu abbattuto durante i lavori del Risanamento di Napoli, nell'ambito della riconfigurazione urbanistica della zona, che condusse alla creazione della cosiddetta colmata a mare ed alla costruzione degli attuali edifici rivieraschi del quartiere Santa Lucia.

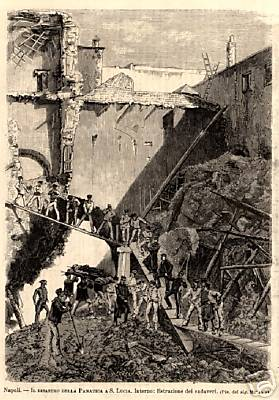
Disastro della Panatica, Edoardo Matania, 1879

Nel 1935 sorse nel luogo in cui era ubicata la Panatica il palazzo della Marina Militare, sede del Circolo ufficiali della Marina Militare, con ingresso principale in via Cesario Console.